# Stefano Pescosolido
Stefano Pescosolido (Sora (Frosinone), 13 de junho de 1971) é um ex-tenista profissional italiano.